# حمض موشر
حمض مُوشَر هو حمض كربوكسيلي استخدمه هاري ستون موشر أولَ مرةٍ عاملَ اشتقاقٍ لامتناظر. وهو جزيئ لامتناظر مكون من المصاوغين المرآتين R وS.

## التطبيقات
يتفاعل حمض مُوشَر مع كحول أو أمين كيمياء فراغية مجهولة بصفته عامل اشتقاق لامتناظر لتكوين إستر أو أميد. وبعد ذلك يُحدِّد بروتينٌ و/أو تقنيةُ مطيافية الرنين المغناطيسي النووي 19F التهايؤَ المطلقَ.
يُستخدم أحيانا كلوريد حمض مُوشَر (شكل كلوريد الحمض) نُظرًا لتفاعليته الأفضل.